# Amtsgericht Halle (Saale)

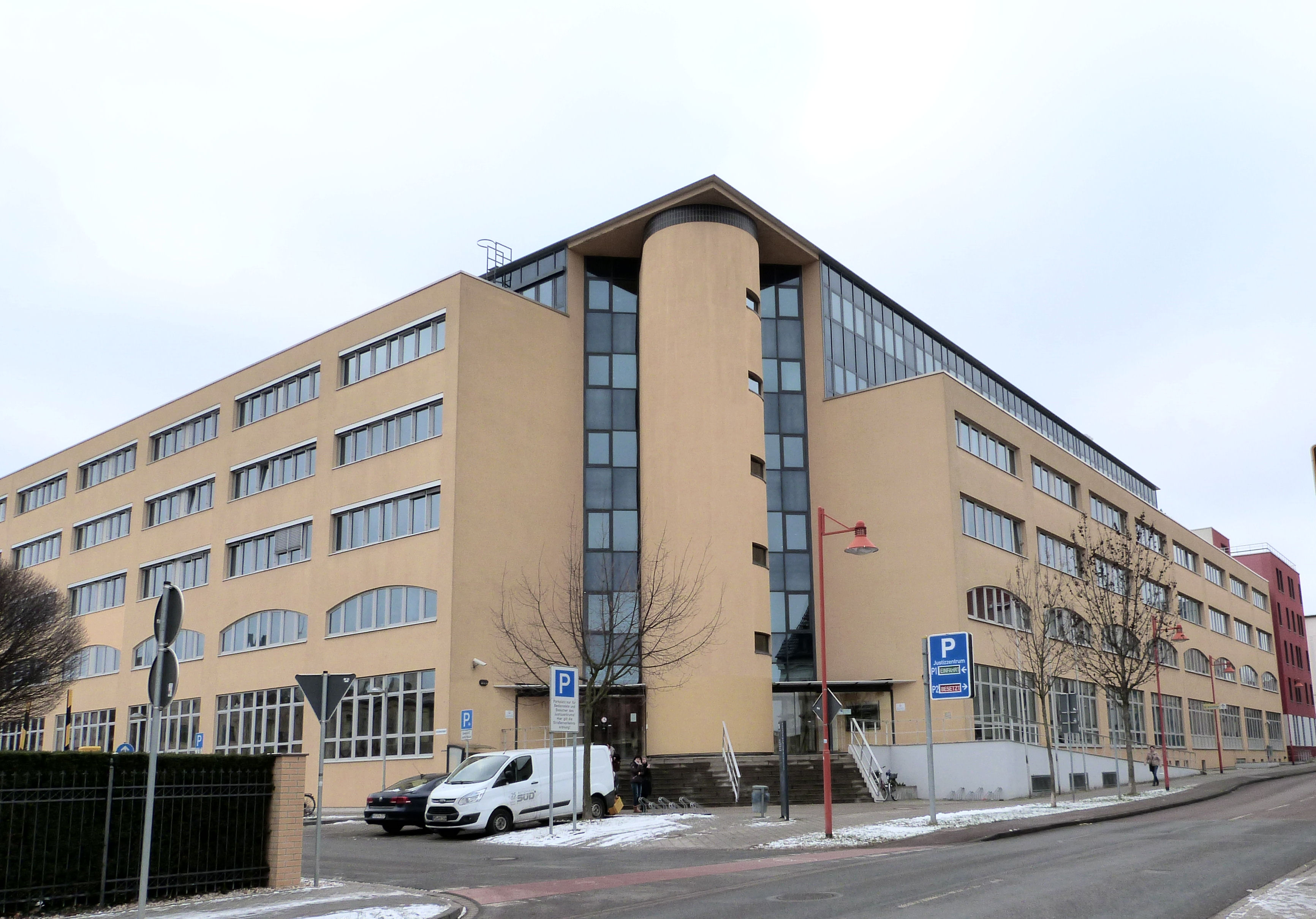
Haupteingang zum Justizzentrum Halle in der Thüringer Straße (2017)

Das Amtsgericht Halle (Saale) ist ein Amtsgericht in Sachsen-Anhalt. Es ist ein Präsidialgericht. Sein Präsident ist Peter Weber.

## Organisation
Der Gerichtsbezirk umfasst die kreisfreie Stadt Halle (Saale), sowie die Städte Landsberg und Wettin-Löbejün und die Gemeinden Kabelsketal, Petersberg, Salzatal und Teutschenthal, die alle dem Saalekreis angehören. Es unterhält einen gemeinsamen Bereitschaftsdienst mit dem Amtsgericht Merseburg, das für den restlichen Saalekreis zuständig ist. Dem Gericht sind im Instanzenzug das Landgericht Halle, das Oberlandesgericht Naumburg und der Bundesgerichtshof übergeordnet.

## Geschichte
Von 1849 bis 1879 bestand in Halle das Kreisgericht Halle/Saale. Im Rahmen der Reichsjustizgesetze wurden reichsweit einheitlich Oberlandes-, Land- und Amtsgerichte gebildet. Das königlich preußische Amtsgericht Halle wurde mit Wirkung zum 1. Oktober 1879 als eines von 16 Amtsgerichten im Bezirk des Landgerichtes Halle im Bezirk des Oberlandesgerichtes Naumburg gebildet. Der Sitz des Gerichtes war die Stadt Halle.
Sein Gerichtsbezirk umfasste
- den Stadtkreis Halle
- den Saalkreis ohne die Teile, die den Amtsgerichten Alsleben, Cönnern, Löbejün und Wettin zugeordnet waren
- aus dem Landkreis Delitzsch den Stadtbezirk Landsberg, die Amtsbezirke Gütz, Naundorf b.E., Quais, Reinsdorf und Sietzsch
- aus dem Mansfelder Seekreis die Amtsbezirke Bennstedt, Langenbogen, Steuden und Teutschenthal
- aus dem Landkreis Merseburg aus dem Amtsbezirk Holleben die Gemeindebezirke Beuchlitz, Passendorf mit Angerdorf und Schlettau sowie die Gutsbezirke Beuchlitz und Passendorf.[1]

Am Gericht bestanden 1880 elf Richterstellen. Das Amtsgericht war damit das größte Amtsgericht im Landgerichtsbezirk. Gerichtstage wurden in Landsberg gehalten.
In der DDR wurden 1952 die Amtsgerichte aufgehoben und einheitlich Kreisgerichte gebildet. Halle bildete einen Stadtkreis, entsprechend entstand das Kreisgericht Halle-Stadt im Bezirk des Bezirksgerichtes Halle. Mit dem Gerichtsorganisationsgesetz von Sachsen-Anhalt wurden das Kreisgericht 1992 aufgehoben und erneut ein Amtsgericht Halle gebildet und erneut dem Landgericht Halle zugeordnet.

## Gerichtsgebäude

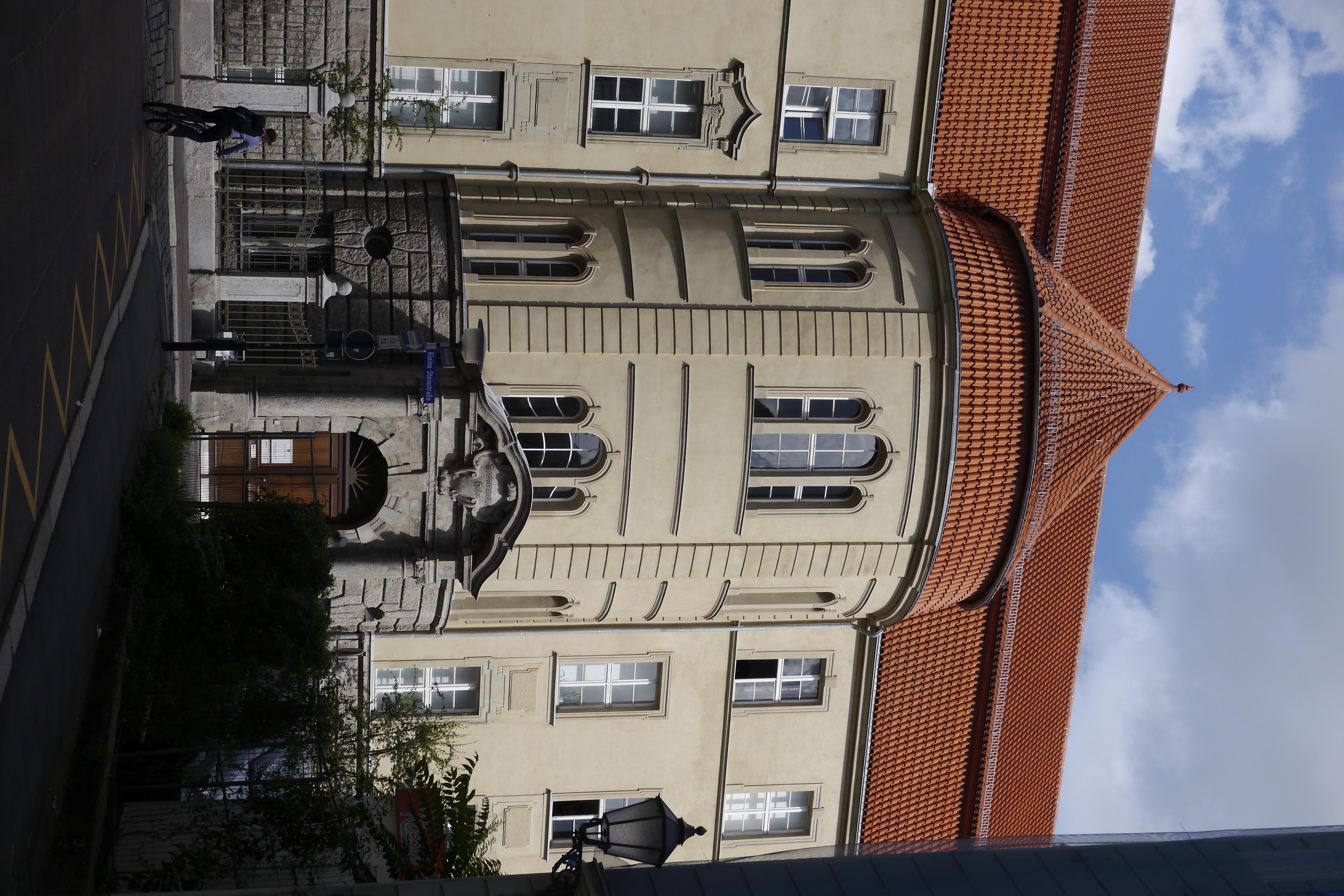
Altes Amtsgericht (2014)

Das Gebäude befindet sich seit 1998 im Justizzentrum Halle. Das frühere Gerichtsgebäude und Sitz der Staatsanwaltschaft mit Untersuchungsgefängnis befand sich in der Kleinen Steinstraße 7 in der Innenstadt von Halle (Saale). Das alte Gerichtsgebäude wurde von 1906 bis 1910 erbaut. Die barockisierende Dreiflügelanlage über rustiziertem Sockelgeschoss hat am Nordflügel über barocker Erker und Portal des 1905 abgerissenen Vorgängerbaus aus dem 17. Jahrhundert als Spolien angebaut. Architekten waren Theomer und Illert. Das Gebäude steht unter Denkmalschutz.